# Tonga yayeyamana
Tonga yayeyamana är en insektsart som beskrevs av Matsumura 1916. Tonga yayeyamana ingår i släktet Tonga och familjen sköldstritar. Inga underarter finns listade i Catalogue of Life.